# Velké zemětřesení v Kantó

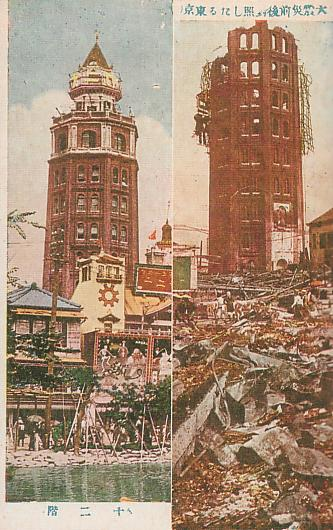
Rjóunkaku v Asakusa – první japonský mrakodrap západního stylu – před a po zemětřesení

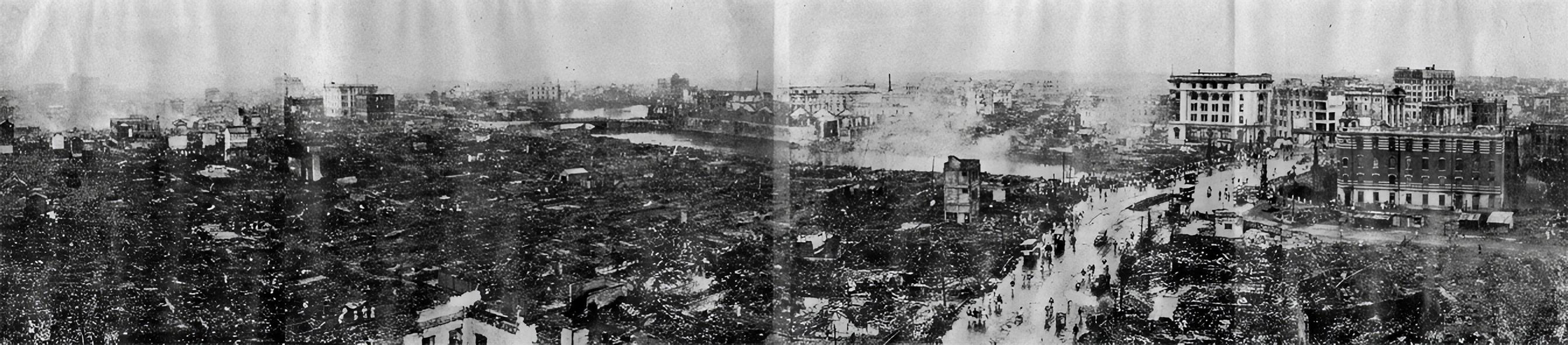
Tokio: pohled na zničené čtvrti Nihonbaši a Kjóbaši

Velké zemětřesení v Kantó (japonsky 関東大震災 Kantó daišinsai) v roce 1923 bylo jedno z nejničivějších zemětřesení 20. století. V 11:58:44 (GMT+9) dne 1. září 1923 zasáhlo region Kantó na východě japonského ostrova Honšú. Epicentrum se nacházelo asi 10 kilometrů ve vnitrozemí od severního pobřeží zálivu Sagami (přibližně 35°23′ s. š., 139°15′ v. d.).
Síla zemětřesení je odhadována na 7,9 až 8,3 stupně Richterovy stupnice. Různé zdroje uvádějí dobu trvání zemětřesení 4 až 10 minut. Protože zemětřesení udeřilo kolem poledne, kdy si lidé vařili oběd v kamínkách, zachvátily oblast rozsáhlé požáry. Téměř celá Jokohama a většina Tokia byly zničeny. Část Tokia zasáhla ohnivá bouře, která zahubila 38 000 lidí. Těžké škody byly způsobeny v prefekturách Čiba, Kanagawa a Šizuoka. Vlny vyvolaného tsunami dosáhly výšky pěti až třinácti metrů.
Zemětřesení si vyžádalo přes 100 000 obětí. Smith uvádí 110 000, ale většina zdrojů se shoduje na 140 000 mrtvých (i více). Několik set až několik tisíc převážně Korejců bylo zavražděno při nepokojích po zemětřesení.
Podle Hammera mělo zemětřesení (i přes počáteční pomoc) negativní vliv na americko–japonské vztahy a bylo katalyzátorem, který umožnil vojenským kruhům ujmout se vlády a nasměřovat Japonsko do druhé světové války. Zemětřesení mělo rovněž vliv na rozvoj japonského císařského námořnictva. V Jokosuce byl zemětřesením těžce poškozen trup bitevního křižníku Amagi, který byl přestavován na letadlovou loď a po zemětřesení byl sešrotován. Poškození loděnic a odčerpání finančních prostředků zdrželo stavbu dalších plavidel, například těžkých křižníků třídy Mjókó.
Oblast regionu Kantó v seismicky velmi aktivním Japonsku byla podobně silným zemětřesením o síle 8,1 Richtera zasažena předtím roku 1703 a další velké zemětřesení o síle 7,2 stupně zasáhlo oblast Kantó o sedm let později v roce 1930.
Zemětřesení zažila i česká cestovatelka Barbora Markéta Eliášová, která je popsala v knize V Japonsku v dobách dobrých i zlých.